# Pilumnus longicornis
Pilumnus longicornis is een krabbensoort uit de familie van de Pilumnidae. De wetenschappelijke naam van de soort is voor het eerst geldig gepubliceerd in 1878 door Hilgendorf.